# Anne Morelli
Anne Morelli (Belgio, 1948) è una storica belga specializzata in storia delle religioni e delle minoranze.
Dottoressa in storia, è direttrice del Centro interdisciplinare di studi sulle religioni e la laicità (in francese: Centre interdisciplinaire d'étude des religions et de la laïcité) dell'Université libre de Bruxelles (ULB), università presso la quale tiene diversi corsi.

## Principi elementari della propaganda di guerra
I dieci principi elementari della propaganda di guerra (in francese: principes élémentaires de propagande de guerre) che A. Morelli propone nel suo libro offrono principalmente una chiave di lettura critica, analitica e pedagogica. Il suo lavoro non ha per finalità la difesa dei "dittatori" o una presa di posizione partigiana, ma la constatazione della regolarità con cui questi principi vengono usati nel campo mediatico o sociale. Sul banco degli imputati vi sono sia vincitori che vinti.
« Non cercherò di sondare la purezza delle intenzioni degli uni e degli altri. In questa sede non cerco di sapere chi mente e chi dice la verità, chi è in buona fede e chi non lo è. La mia unica intenzione è d'illustrare i principi di propaganda, unanimemente utilizzati, e di descriverne i meccanismi.»
È tuttavia indiscutibile che dopo le ultime guerre che hanno segnato la nostra epoca (guerra in Jugoslavia, guerra del Golfo del 1990-1991, guerra del Kosovo e Metochia, guerra d'Afghanistan del 2001, guerra in Iraq), sono le nostre democrazie occidentali e il campo mediatico corrispondente a venire messi in discussione.
La propaganda s'impone sempre negli stessi modi, qualunque sia la guerra, il che dà una grande pertinenza alla chiave di lettura proposta. Già nelle prime pagine del suo libro, Anne Morelli ringrazia Lord Arthur Ponsonby che aveva elaborato questi principi. Questo esponente laburista si era radicalmente opposto alla guerra. Durante la prima guerra mondiale, si era illustrato pubblicando diversi "pamphlet" che poi radunò in un libro. A sua volta Anna Morelli riprende questo libro, lo riattualizza e ne trae i dieci principi elementari:
1. Noi non vogliamo la guerra
2. Il campo nemico è il solo responsabile della guerra
3. Il capo del campo nemico ha la faccia del diavolo ( o del "brutto" di servizio)
4. Noi difendiamo una nobile causa e non interessi particolari
5. Il nemico provoca atrocità intenzionalmente, e se capita anche a noi, sono involontarie
6. Il nemico utilizza armi proibite
7. Le nostre perdite sono poche, le perdite nemiche sono enormi
8. Gli artisti e gli intellettuali sostengono la nostra causa
9. La nostra causa ha un carattere sacro
10. Coloro che mettono in dubbio la nostra propaganda sono traditori

Nella prima versione del 2001 A. Morelli precisa, con umorismo, che questi principi sono "utili in caso di guerra fredda, calda o tiepida".

## Opere
- La Presse italienne en Belgique (1919-1945) (1981)
- La participation des émigrés italiens à la Résistance belge (1983)
- (IT)  Fascismo e antifascismo nell'emigrazione italiana in Belgio, 1922-1940 (1987)
- Les grands mythes de l'histoire de Belgique, de Flandre et de Wallonie, Editions Couleur livres (dir.) (1995)
- Rital-littérature. Anthologie de la littérature des Italiens de Belgique (1996)
- Lettre ouverte à la secte des adversaires des sectes (1997)
- Les émigrants belges : réfugiés de guerre, émigrés économiques, réfugiés religieux et émigrés politiques ayant quitté nos régions du XVIe siècle à nos jours (dir.) (1998)
- Les religions et la violence - con Lemaire Jacques e Suzanne Charles (1998)
- Le racisme, élément du conflit flamands-francophones? (1998)
- Principi elementari della propaganda di guerra (Utilizzabili in caso di guerra fredda, calda o tiepida) (2001)
- [PDF] « Sectes » et « hérésies » de l'antiquité à nos jours - con Alain Dierkens (2002)
- Les solidarités internationales. Histoire & perspectives - con Gotovitch José (2003)
- Histoire des étrangers et de l'immigration en Belgique: de la Préhistoire à nos jours, Editions Couleur livres (dir.) (2004) (2)
- Principes élémentaires de propagande de guerre (2010)